# Vostotxni (Ivantéievka)
|  | Per a altres significats, vegeu «Vostotxni». |

Vostotxni (en rus: Восточный) és un poble (un possiólok) de l'óblast de Saràtov, a Rússia, segons el cens del 2010 tenia 309 habitants. Pertany al districte municipal d'Ivantéievka.